# Cephalopholis igarashiensis
Cephalopholis igarashiensis är en fiskart som beskrevs av Masao Katayama, 1957. Cephalopholis igarashiensis ingår i släktet Cephalopholis och familjen havsabborrfiskar. IUCN kategoriserar arten globalt som otillräckligt studerad. Inga underarter finns listade i Catalogue of Life.